# 于成龙故居
于成龙故居，位于山西省吕梁市方山县北武当镇来堡村。
于成龙故居系清初两江总督、“天下第一廉吏”于成龙（1617年-1684年）自幼年至順治十八年（1661年）45岁出仕之前居住的住所，现存三座四合院，均为清代建筑，坐北朝南，包括正房、厢房，占地面积2600平方米。2014年修复，风格简单淳朴。2016年8月26日落成开放。
2016年6月6日，于成龙故居及墓地公布为第五批山西省文物保护单位。2019年10月7日，于成龙故居公布为第八批全国重点文物保护单位。